# Distretto di Eflani
Il distretto di Eflani (in turco Eflani ilçesi) è uno dei distretti della provincia di Karabük, in Turchia.